# Kapuy Ede
Kapuy Ede (Győr, 1928. szeptember 21. – Szeged, 1999. november 16.) magyar fizikus, egyetemi tanár.

## Életpályája
Kapuy József és Brunner Margit gyermekeként született. Családja a papi pálya felé irányította volna, részben azért, mert nagybátyja is a helyi Czuczor Gergely Római Katolikus Gimnázium bencés rendi tanára volt. Így ő is Czuczor Gimnáziumba járt. A gimnázium elvégzése után azonban Kapuy Ede más jövőt választott, úgy döntött, hogy vegyész lesz, és a budapesti Pázmány Péter Tudományegyetemre iratkozott be, de már az Eötvös Lorándra átnevezett intézményben szerzett diplomát 1952-ben. 
Pályáját 1952 és 1954  között tanársegédként kezdte az ELTE Természettudományi Kar (ELTE-TTK) Fizikai Kémiai Tanszékén, majd az MTA–TMB-n aspiráns volt Gombás Pál mellett (a BME Fizikai Intézetében, 1954 és 1957 között). Ezután 1958 és 1965 között az MTA Elméleti Fizikai Kutatócsoportjának tudományos munkatársaként, 1965 és 1974 között főmunkatársaként dolgozott. 1971-ben szerezte meg a fizika doktora címet. A BME Fizikai Intézete tudományos  tanácsadója volt 1974 és 1983 között. A BME címzetes egyetemi tanára volt 1977-től, végül 1977-ben a fizika professzora lett. 1983-tól 1996-ig a szegedi József Attila Tudományegyetem Elméleti Fizika Tanszékének professzora volt (1983 és 1993 között a Tanszék vezetőként). 
Kapuy Ede tagja volt a Magyar Tudományos Akadémia Fizikai Bizottságának és vezette a Magyar Kémiai Társaság Kvantumkémiai Csoportját. 1981 és 1985 között a Journal of Molecular Structure (Theochem) szerkesztőbizottsági tagja volt. 
Kapuy legfőbb hozzájárulása a kvantumkémia területén az ötvenes évek végén és a hatvanas évek elején az elválasztott párok elméletének kidolgozása. Később érdeklődése az elektronlokalizációs probléma felé fordult. Angolul 66, magyarul 13 tanulmányt publikált. Négy könyve jelent meg, köztük Az atomok és molekulák elektronszerkezete című is Török Ferenc társszerzőségével. Vendégprofesszor volt Anglia, Németország és Kanada nagy egyetemein. Gyakran volt tagja nemzetközi kvantumkémiai konferenciák szervezőbizottságainak.
Hobbijai közé tartozott a történelem és a földrajz. Ezekben a témákban olyan kimagasló tudásra tett szert, hogy szakértőnek számított ezekben a kérdésekben is.

## Kutatási területe
„Tudományos pályafutásának kezdetén katalizátorok magnetokémiai szerkezetvizsgálatával foglalkozott, majd érdeklődése a kvantumkémia felé fordult. Nemzetközileg is jelentős eredményeket ért el a kvantummechanikai többtest-probléma héjfizikai alkalmazása, új kvantummechanikai közelítő módszerek kidolgozása és alkalmazása, valamint atomok, molekulák és szilárdtestek elektronszerkezetének elméleti vizsgálata terén. Olyan közelítő módszert dolgozott ki, amely alkalmas lokalizált elektroncsoportokból álló nagyobb molekulák korrelációs energiájának kémiai pontossággal való kiszámítására.”

## Művei
- Molekulák elektronszerkezetének kvantummechanikai vizsgálata. Bp., 1969
- Az atomok és a molekulák kvantumelmélete (Társszerző: Török Ferenc). Bp., 1975 ISBN 963-05-0070-1
- Természettudományi lexikon 7. kötet. (Kvantumkémia). Bp., 1976
- Molekula elektronszerkezete (Fizikai kézikönyv műszakiaknak II.). Bp., 1980

## Emlékezete
- Sírja Budapesten a Farkasréti temetőben található (4/3/III, N/A, 1,  3).
- Az ELTE-n évenként tartott Kapuy előadássorozat őrzi emlékét amelyre neves kutatókat hívnak meg a világ minden tájáról.